# Pterhemia excissa
Pterhemia excissa là một loài bướm đêm trong họ Erebidae.